# 裸睡
裸睡是指睡覺時完全裸體，不穿任何衣物。

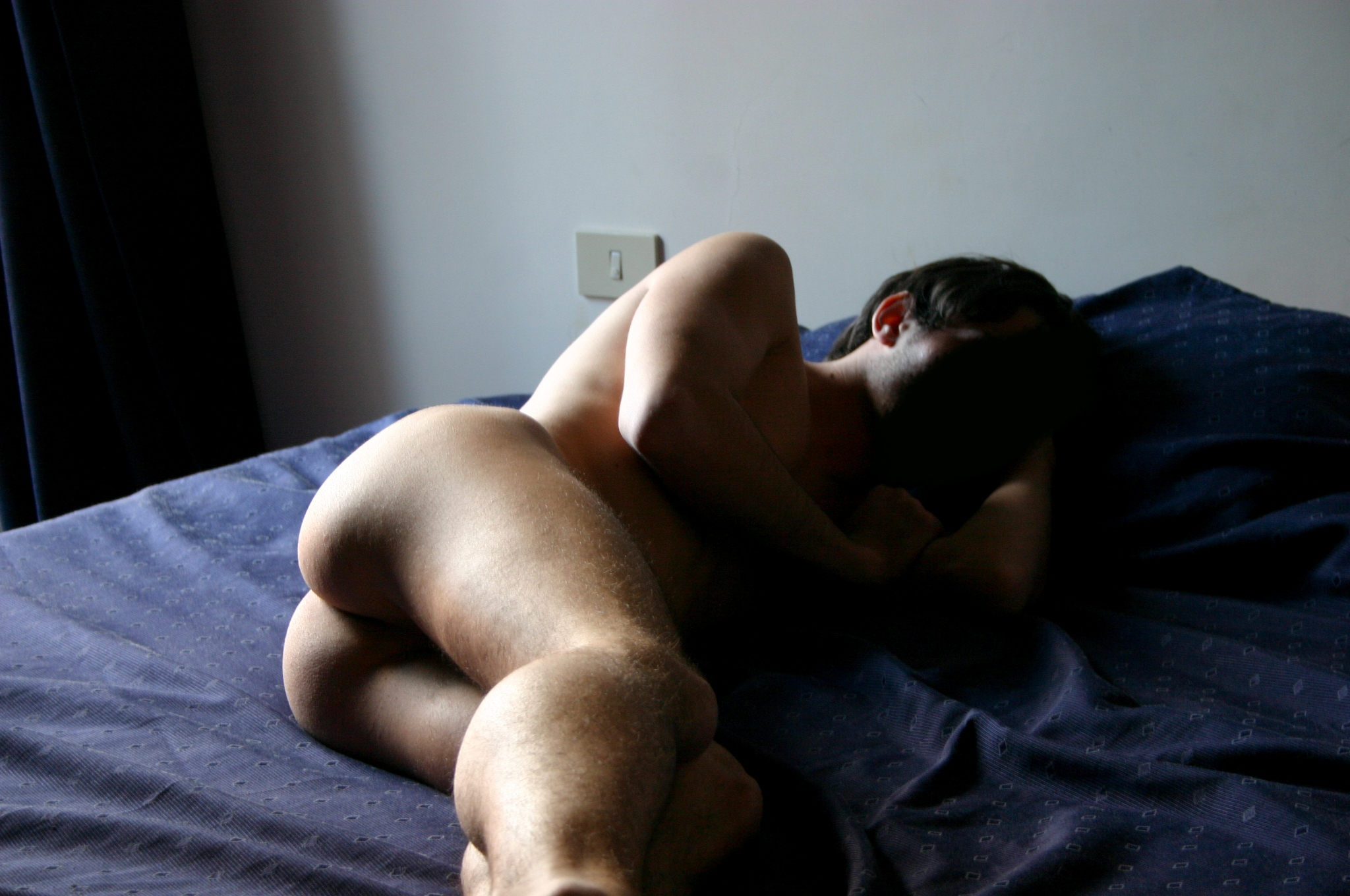
裸睡的男性

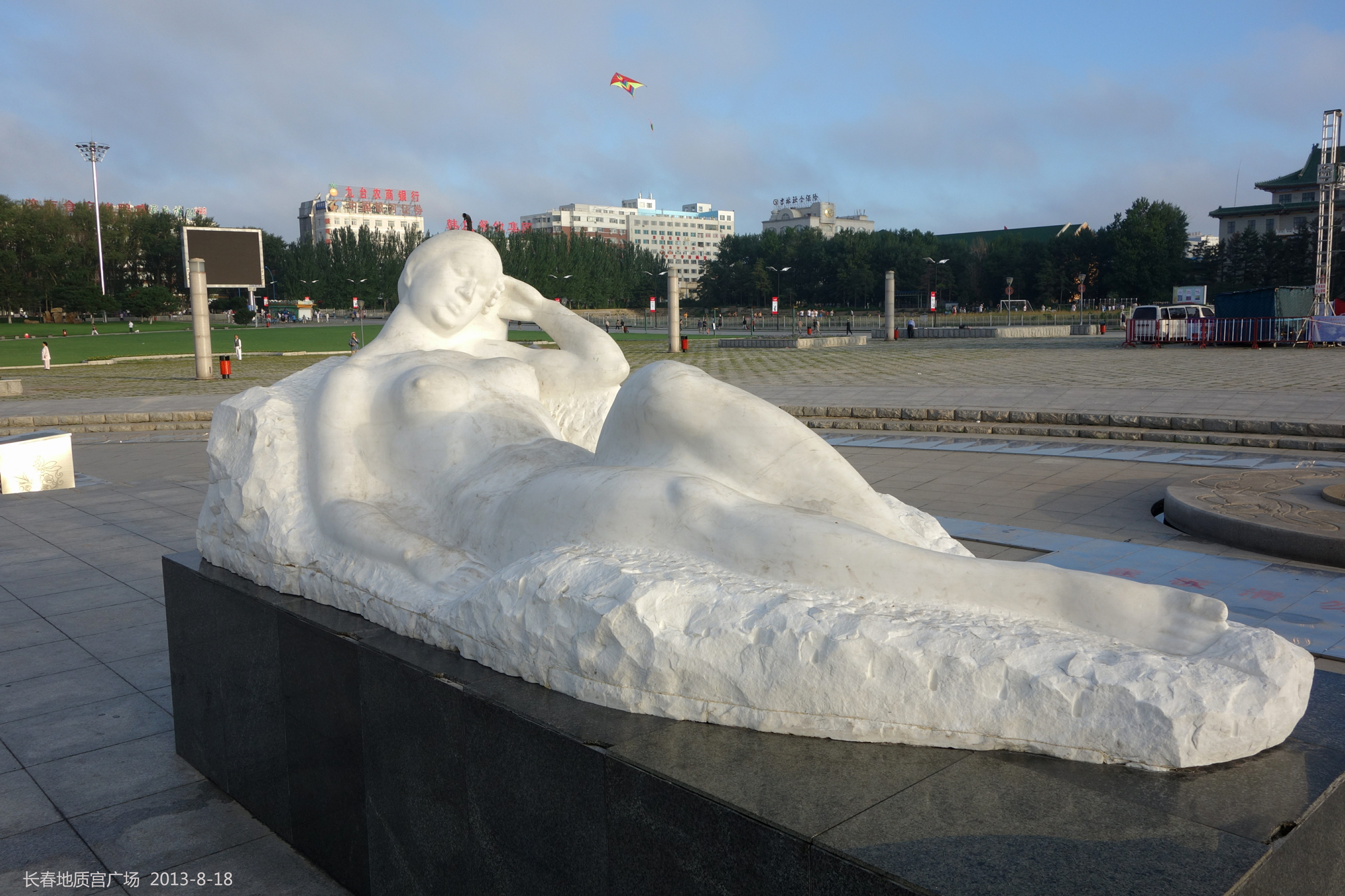
以裸睡為主題的雕塑，位在中國长春地质宫广场

美國曾在2004年調查顯示裸睡不是非常罕見的情形，尤其是在較溫暖的天氣時。
依2004年美國的調查，31%的美國男性及14%的美國女性會裸睡，而BBC The Clothes Show在1996年的調查，47%的英國男性及17%的英國女性會裸睡。

## 外部連結
- 裸睡超害羞...這些理由讓你乖乖脫內褲睡覺！ （页面存档备份，存于）自由時報 2016/05/28 iStyle頻道
- . Sleep Foundation. 2021-04-30  [2023-09-08]. （原始内容存档于2024-09-19） （美国英语）.